# كويزي دبق
كويزي دبق (الاسم العلمي: Cantharellus viscosus) هو نوع من الفطريات يتبع جنس الكويزي من فصيلة الكويزية.